# Taxithelium isocladum
Taxithelium isocladum är en bladmossart som beskrevs av Ferdinand François Gabriel Renauld och Jules Cardot 1901. Taxithelium isocladum ingår i släktet Taxithelium och familjen Sematophyllaceae. Inga underarter finns listade i Catalogue of Life.